# دهستان حومه (سنندج)
دهستان حومه نام دهستانی در بخش مرکزی شهرستان سنندج، استان کردستان در ایران است. براساس سرشماری مرکز آمار ایران در سال ۱۳۸۵، جمعیت آن ۳۱۳۰۴ نفر (۷۷۲۰ خانوار) بوده‌است.